# انتقال وجه
انتقال وجه نوعی تراکنش الکترونیکی انتقال از یک شخص/موجودیت به دیگری است. میتواند به شکل انتقال از یک حساب به حساب دیگر باشد و یا به شکل انتقال وجه نقد باشد.